# Senatssyndicus
Senatssyndicus ist der in Hamburg einem Senator in seiner Eigenschaft als Präses (Leiter) einer Behörde (Ministerium) beigegebene politische Beamte. Das Amt ist vergleichbar einem beamteten Staatssekretär in anderen deutschen Ländern. Seit 1978 werden die Staatsräte nur mehr als politische Beamte berufen und können jederzeit in den Ruhestand versetzt werden.

## Rechtsgrundlage und Funktion
Die Stellung der Senatssyndici ist in Artikel 47 der Verfassung der Freien und Hansestadt Hamburg geregelt. Danach kann der Senat zu seiner Beratung und zur Bearbeitung seiner Angelegenheiten beamtete Senatssyndici ernennen. Sie sollen in der Regel die Befähigung zum höheren Verwaltungsdienst besitzen. Die Senatssyndici nehmen an den Sitzungen des Senats mit beratender Stimme teil (de senatu, ohne eigenes Stimmrecht), sofern der Senat nicht beschließt, ohne Staatsräte zu tagen (in senatu).
Werden einem Senatssyndicus Aufgaben innerhalb einer Verwaltungsbehörde oder eines Senatsamtes übertragen, so ist er an die Weisungen des zuständigen Senators gebunden. Beamtenrechtlich trägt ein Senatssyndicus die Amtsbezeichnung Staatsrat.
Als politische Beamte unterstützen und vertreten die Staatsräte ihre jeweiligen Senatoren und sind in ihren zugewiesenen Ressorts zugleich die höchsten Beamten der jeweiligen Senatsbehörde oder des Senatsamtes.
Die Staatsräte bilden als Beratungsgremium das Staatsrätekollegium unter dem Vorsitz des Leiters der Senatskanzlei, der zugleich deren Sprecher ist. Ebenso wie einzelne Senatoren, können Staatsräte in bestimmten Fällen auch Senatsbeschlüsse außerhalb von Senatssitzungen fassen (sogenannte Senatsbeschlüsse im Verfügungswege).
Zur Entlastung und Unterstützung kann der Senat für verschiedene Angelegenheiten Senatskommissionen aus bestimmten Senatoren und Staatsräten bilden. In diesen Kommissionen besitzen auch Staatsräte ein Stimmrecht.
Die Staatsräte werden heute manchmal scherzhaft als „Syndikat“ bezeichnet, auch wenn die Amtsbezeichnung Senatssyndikus seit 1970 durch Staatsrat ersetzt wurde. In der Verfassung blieb der traditionsreiche Name jedoch erhalten, da sich offenbar keine Mehrheit in der Hamburgischen Bürgerschaft für eine Änderung finden ließ.

## Geschichte

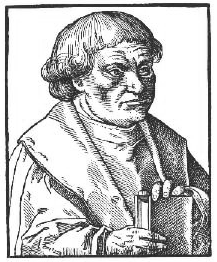
Albert Krantz wurde 1493 Syndicus der Städte Hamburg und Lübeck

Das Amt eines Syndicus (bzw. Syndikus) bestand seit der Frühen Neuzeit. Die erste urkundliche Erwähnung datiert aus dem Jahr 1436. Die vorherige zeitweise Besetzung des Amtes erfolgte seit 1546 dauerhaft. Die Rats- bzw. später Senatssyndici waren Juristen mit Doktor- oder Lizentiatsexamen und berieten den Senat nicht nur in juristischen Fragen, sondern vertraten ihn auch bei Verhandlungen mit auswärtigen Staaten als Gesandte und Ratssendboten. Sie waren im Gegensatz zu den Ratsherren besoldete Angestellte und konnten auch von auswärts kommen. Protokollarisch standen sie nach den Bürgermeistern, noch vor den Senatoren. Ihnen zur Seite standen die Sekretäre der Kanzlei.

Im Senat waren die Syndici (de senatu) den Senatoren (in senatu) bis zur Änderung des Senatsgesetzes 1860 gleichgestellt, danach lediglich beigegeben. Ihre Aufgaben beschränkten sich nunmehr auf die innere Verwaltung. Der Senat setzte sich ab 1861 aus 24 Mitgliedern zusammen, davon 6 nicht stimmberechtigte Mitglieder bestehend aus 2 Syndici und 4 Senatssekretären. Während die Senatoren durch Verfassungsänderung nun von der Hamburgischen Bürgerschaft (noch auf Lebenszeit) gewählt wurden, ernannte der Senat die Sekretäre und Syndici als höchste Hamburger Beamte, die den Senat in der Verwaltungsarbeit unterstützen sollten. Die Sekretäre konnten zum Syndikus aufsteigen. Auch wurden diese gelegentlich selbst zum Senator gewählt. 

Nach 1919 wurden noch die alten Titel Senatssekretär und Syndicus verwendet. Dieses althergebrachte Vorgehen wurde mit dem 24. Juni 1920 reformiert, alle nicht stimmberechtigten Senatsmitglieder erhielten den neugeschaffenen Rang des Staatsrates. Mit der Verschmelzung von Sekretariat und Syndikat verschob sich auch das Tätigkeitsfeld von der reinen Senatsberater- und Mitarbeiterfunktion zur Tätigkeit in den Behörden selbst. Sie waren nun sowohl Beamte und zugleich politische Vertreter, so zum Beispiel als stimmberechtigter Vertreter in den Deputationen, die jederzeit in den Ruhestand versetzt werden konnten. 
Nach der Machtergreifung der Nationalsozialisten wurden die alten Staatsräte 1933 nach und nach entlassen oder pensioniert; Staatsrat Leo Lippmann nahm sich unmittelbar vor seiner Deportation 1943 in das Konzentrationslager Theresienstadt mit seiner Frau in Hamburg das Leben. Am 8. März 1933 wurde Georg Ahrens, der schon als Vertreter von Gauleiter Karl Kaufmann die Koalitionsverhandlungen geführt hatte, offiziell zum neuen Senatsrat ernannt. Noch im selben Monat, am 26. März 1933, stieg er zum Staatsrat auf. Der durch ein Gesetz im Juli 1933 gebildete Staatsrat hatte gänzlich andere Aufgaben und hatte nichts mehr mit seinen Vorgängern gemein. Zwischen 1938 und 1945 erhielten die höchsten leitenden Beamten der neu geschaffenen Gemeindeverwaltungen, einschließlich der Bürgermeister von Altona und Wandsbek, den Namen Senatssyndicus.
Mit der vorläufigen Verfassung Hamburgs vom 15. Mai 1946 taucht wieder der Name Senatssyndicus für die in Senatssitzungen nicht stimmberechtigten Syndici auf (wohl auch weil der Titel Staatsrat während der Zeit des Nationalsozialismus an Glanz verloren hatte). Sie sollen die Befähigung zum juristischen Beamten des höheren Verwaltungsdienstes besitzen und ihre Anzahl ist auf 6 begrenzt. In der endgültigen Verfassung vom 6. Juni 1952 fällt der Begriff des juristischen Beamten und die Begrenzung auf sechs Syndici weg, wenn auch diese Anzahl tatsächlich lange beibehalten wird. Ihre Stellung entwickelte sich zunächst eher in Richtung eines unpolitischen Berufsbeamtentums, als Verwaltungsexperten ohne Vorsitz und Stimme in den Deputationen und weisungsgebunden gegenüber dem jeweiligen Senator. Zugleich waren die „bürgerlichen“ (parteilosen) Senatssyndici unkündbar und damit auch unabhängiger gegenüber wechselnden Regierungen.
1970 wurde durch die Änderung des Hamburgischen Beamtengesetzes die Amtsbezeichnung für Senatssyndici (außer in Art. 47 in der Verfassung der Freien und Hansestadt Hamburg) wieder in Staatsrat geändert und damit auch der Bezeichnung in Bremen angepasst. Durch Änderungen im Hamburgischen Beamtengesetz vom 13. Juli 1978 (HmbGVBl. S. 315, 326) wurde durchgesetzt, dass Staatsräte jederzeit in den einstweiligen Ruhestand versetzt werden können. Sie werden seitdem nur noch als politische Beamte berufen. Im Jahr 1988 schied mit Karl-Heinz Großmann der letzte der unkündbaren Staatsräte freiwillig aus dem Amt.
Seitdem hat sich auch die Anzahl der Staatsräte erhöht (Stand 2020: 15 Staatsräte), da eine Begrenzung wie in der Verfassung Bremens nicht existiert. Auch die Häufigkeit ihrer Entlassungen hat zugenommen.